# Gavia adamsii
El colimbo de Adams (Gavia adamsii) es una especie de ave gaviforme de la familia Gaviidae que habita en el Holártico. Es un ave acuática migratoria que cría en el norte de Eurasia y norte de Norteamérica, y pasa el invierno en las costas del Pacífico norte y Escandinavia. 

## Descripción

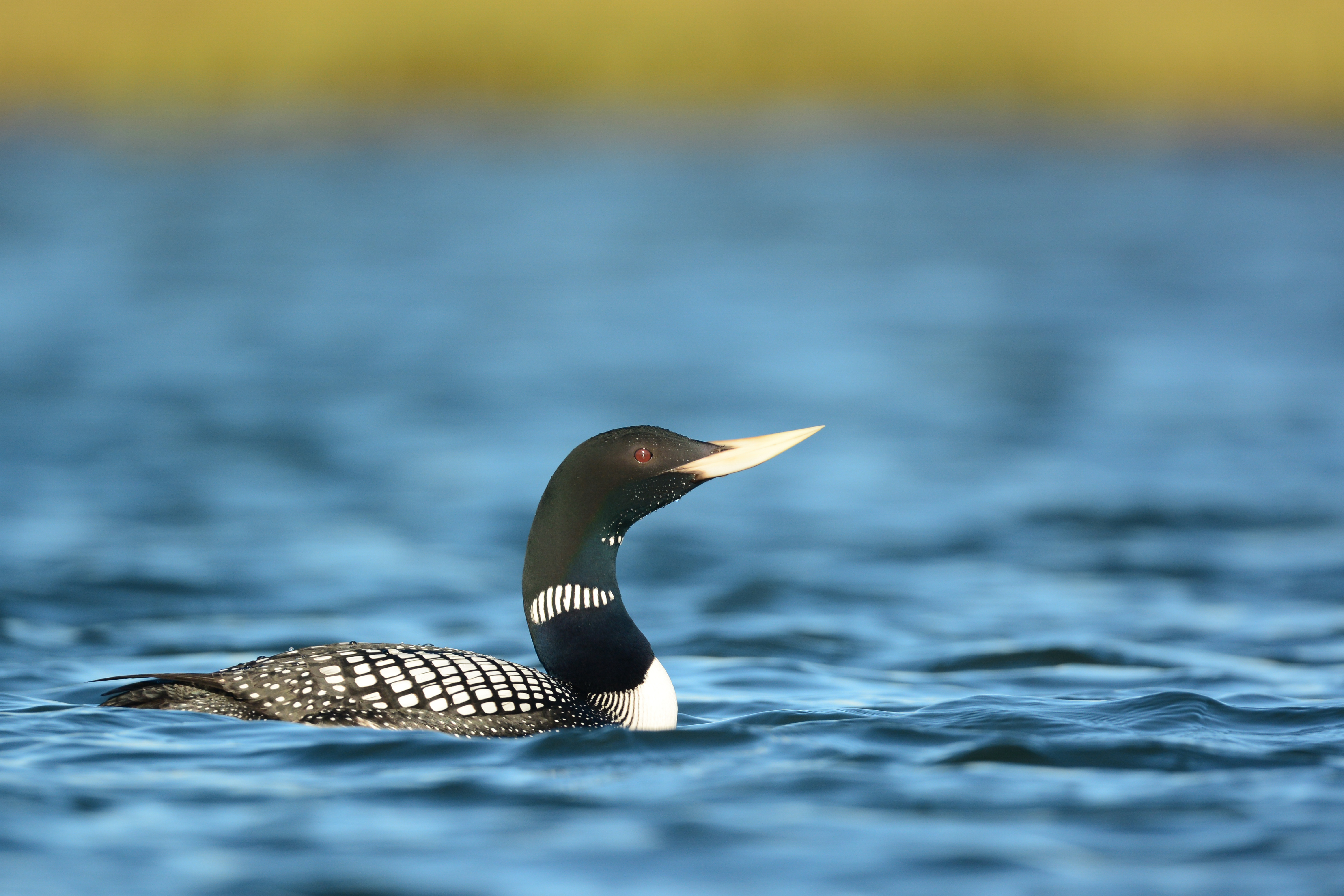
Adulto con plumaje reproductivo.

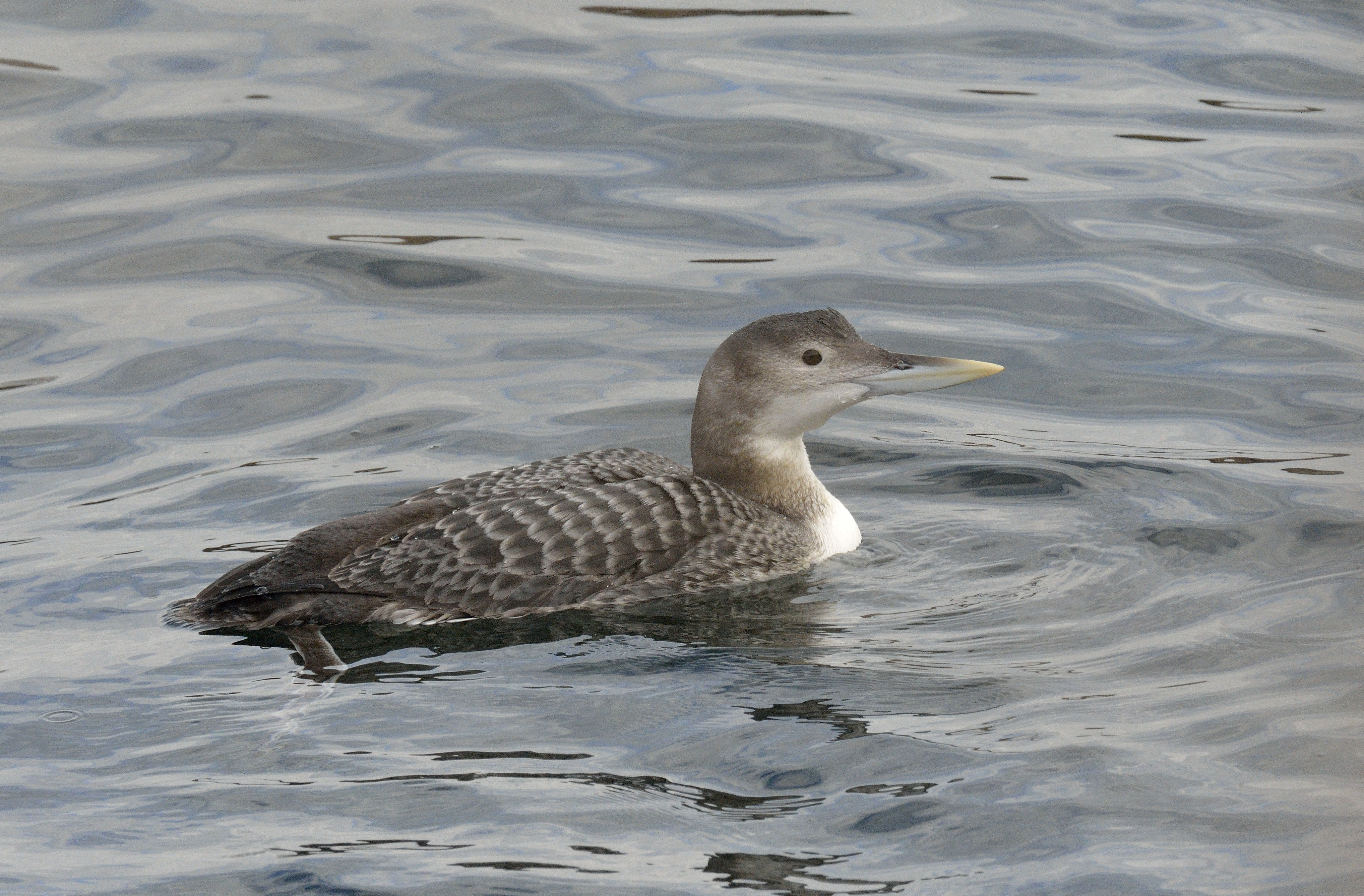
Adulto en plumaje de invierno.

En verano posee un plumaje negro en las partes superiores con un denso moteado blanco a modo de damero, mientras que sus partes inferiores son blancas, y rodeando su cuello presenta una banda, de fino listado blanco y negro, a modo de collar incompleta por detrás. Se caracteriza por su pico ligeramente curvado hacia arriba y de tonalidad blanca o amarillenta, que le diferencia del resto de colimbos. Mide unos 80 cm de largo y 130 cm de envergadura alar. En invierno sus partes superiores se vuelven grisáceas y su garganta y cuello se tornan blancas como el resto de las partes inferiores.

## Taxonomía y etimología
El colimbo de Adams es una de las cinco especie del género Gavia, el único género de la familia Gaviidae y el orden Gaviiformes. El colimbo Adams fue descrito científicamente por el zoólogo inglés George Robert Gray en 1859, con el nombre de Colymbus adamsii. Durante mucho tiempo estuvo clasificado, como el resto de su familia, junto a los somormujos en el orden Colymbiformes. Cuando se invalidó el género Colymbus y se separaron a los colimbos y los somormujos en dos órdenes, Gaviiformes y Podicipediformes respectivamente, sus integrantes se trasladaron al género Gavia, propuesto por Johann Reinhold Forster en 1788. No se reconocen subespecies de Adams a pesar de su amplia distribución. Está próximamente emparentado con el colimbo grande.
Los colimbos son aves acuáticas que suelen tener un tamaño mayor que el de un pato, con plumajes en las partes superiores con patrones de color negro moteados en blanco, y las inferiores blancas, aunque algunos de sus miembros tienen la cabeza y el cuello grises. Los colimbos nadan con el cuerpo semisumergido y tienen la cola corta. Tienen las patas cortas situadas muy atrás y con dedos palmeados, lo que les convierte en grandes buceadores, pero les hace torpes en tierra. Sus picos son rectos y puntiagudos.
El nombre del género, Gavia, es un término latino que designaba a un ave marina no identificada en la actualidad, mientras que su nombre específico, adamsii, es el genitivo latino que significa «de Adams», en honor al médico naval y naturalista inglés Edward Adams, que en varios viajes por el ártico dibujó y recolectó ejemplares de varias especies, incluida esta. Por su parte la palabra española «colimbo» procede del griego κόλυμβος (kólymbos) que significa «buceador».

## Distribución y hábitat
El colimbo de Adams es una especie que cría principalmente en las costas del Ártico, llegando hasta el paralelo 78° N, y pasa el invierno en las aguas costeras del Pacífico norte y del noroeste de Noruega. Su cría se registra en Rusia, Canadá y Estados Unidos. Aunque pasa el invierno principalmente al norte del paralelo 50° N, su área de invernada se extiende hacia el sur hasta el paralelo 35° N en las costas de Japón, y se ha registrado como divagante en más de 20 países, incluidos algunos tan al sur como México y España.

## Comportamiento

### Alimentación
El colimbo de Adams se alimenta principalmente de peces, aunque también come crustáceos, moluscos y anélidos. Atrapa a sus presas buceando.

### Reproducción
Como los demás colimbos forma parejas duraderas. Aunque prefiere las charcas y lagos de agua dulce de la tundra, el colimbo de Adams también cría en los ríos, estuarios y costas bajas del ártico. En general evita las zonas forestales. La época de cría suele empezar en junio, aunque depende de la época en que se produzca el deshielo primaveral. Como los demás miembros de su familia el colimbo de Adams anida cerca de la orilla del agua. La cópula tiene lugar en tierra, sin un cortejo complejo. La hembra suele poner dos huevos. Durante la época de cría pareja defiende un territorio grande de los intrusos, aunque más adelante pueden unirse a otros individuos en los puntos de buena pesca.